# 熱帶風暴多莉 (2014年)
熱帶風暴多莉（英語：Tropical Storm Dolly）是一場持續時間較短且結構混亂的熱帶氣旋，2014年9月初造成墨西哥塔毛利帕斯州的中度破壞。起源於东风波，該系統首先在9月1日晚上在坎佩切灣成為熱帶低氣壓。多莉在其存在的時間內抵抗強烈的风切变。大型系統內具有多個環流，有時成為新的主中心，而其他時間則簡單地圍繞着一般渦旋轉動。因此，在其大致上向西北偏西的路徑發生多中心遷移。多莉最終在9月3日於塔毛利帕斯州登陸，然後退化成殘留低氣壓。系統隨後在翌日消散。
在多莉登陸之前，學校宣佈停課，官員在塔毛利帕斯州和韋拉克魯斯州開放了避難所。這場風暴在墨西哥產生了廣泛的中等至大程度的降雨，在塔毛利帕斯州拉恩坎塔達累積的雨量高達387毫米。隨後的水災造成的損失至少達8700萬比索（650萬美元）。風暴間接導致一人死亡。多莉的水分也將分散的暴風雨帶到德克萨斯州南部。

## 氣象歷史
2014年8月19日，非洲西岸出現东风波。該系統在接下來的一周穿過大西洋，沒有發展的跡象。8月27日，東風波進入加勒比海後，對流最終有所增加；然而，系統結構仍然混亂，直到8月30日與開爾文波的互動使組織有所改善。8月31日，該系統橫過尤卡坦半岛，低氣壓區在該系統內鞏固。9月1日，系統沿環流東南部形成帶狀特徵，標誌著系統在下午18時在坎佩切灣過渡到熱帶低氣壓。雖然身處摄氏30度的溫暖水域中，但強烈的风切变帶來不利環境，阻礙其增強。在這個形成階段，該低氣壓向北移動，中心重定位並向西北移動，再轉向西移動。由於數據相互衝突，閉合式環流是否實際存在仍是不確定的，該低氣壓直至9月2日下午前可能還只是一道低壓槽。
9月2日早上，該低氣壓達到烈風強度，成為2014年第四場熱帶風暴；因此，它當時被命名為多莉（Dolly）。多莉和一個位於墨西哥灣的高壓脊之間的氣壓梯度很大，沿著氣旋東邊形成了大範圍的熱帶風暴強度的風力。調查該系統的颶風獵人數據表明，多莉在中午12時左右達到風力時速85公里的最高風速。在風暴東部的深層對流中更發現高達每小時110公里的風速，但被認為是受暴雨影響，因此不能代表其實際強度。此後不久，隨著風暴中心向南方重新定位，系統稍微減弱。在這次重新定位，觀察到多個環流圍繞特定位置旋轉，而另外一個渦旋則位於系統的東南方。9月3日凌晨1時許，多莉的氣壓下降到1000毫巴（百帕；29.53英寸汞柱），標誌著風暴的最高強度。維持着一個偏西的路徑，多莉在上午4時以風力時速75公里在坦皮科以南登陸。雷達觀測顯示，風暴以北的一個副中心一小時後於阿爾塔米拉附近上岸。登陸後，多莉的環流與所有剩餘的對流分離。當天晚上，風暴變成殘留低氣壓。該系統隨後於9月4日消散。

## 防災措施和影響

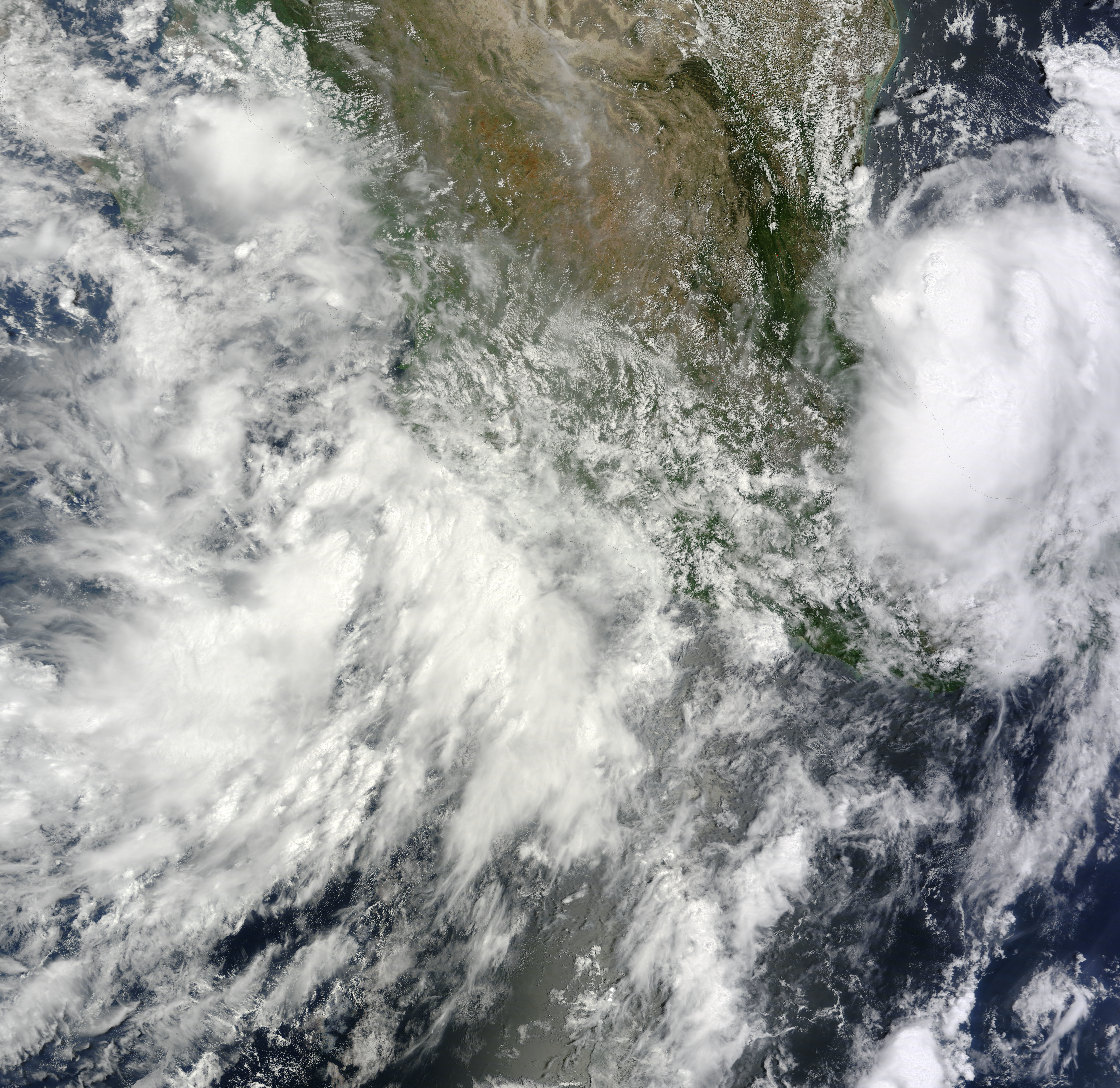
UTC9月2日下午17時30分，熱帶風暴諾伯特（左）和多莉（右）橫跨墨西哥兩岸

多莉的殘留在9月5日給德克萨斯州南部帶來了充沛的水分。該區發展出零散的雷暴，其產生出具破壞性的大風。布朗斯維爾有超過51毫米的雨水，導致街道水浸。幾十名墨西哥漁船在布朗斯維爾港尋求庇護；然而，兩艘船在航道上擱淺，另外第三艘在南帕德雷島擱淺。美国海岸警卫队將事故歸因於眾多船隻突然湧入。
來自颶風諾伯特的南向流把多莉的水分帶往美國西南部，造成洪水泛濫，危及生命。

### 墨西哥
9月1日晚上，發出第一個有關熱帶低氣壓的公告後，墨西哥政府對圖斯潘和拉皮薩卡之間的地區發出了熱帶風暴警告。這些警報很快就向北擴展，包括拉皮薩卡和梅斯基塔爾之間的地區。位於塔毛利帕斯州和韋拉克魯斯州的公立學校和塔毛利帕斯州自治大學在9月2日和3日停課。官員為有需要的撤離人員開設53個收容所。墨西哥石油公司暫時停止兩家煉油廠的營運。
在9月1日至4日之間，多莉給墨西哥帶來大量的暴雨。在伊達爾戈州、新萊昂州、聖路易斯波托西州、塔毛利帕斯州和韋拉克魯斯州的累積雨量逹100至200毫米，在拉恩坎塔達的最高雨量為387毫米。塔毛利帕斯州的水災逼使居民撤離和使用公共收容所。一個球場的屋頂倒塌，兩人受傷。對全國道路造成的損失達8000萬比索（600萬美元）；然而，沒有一條公路遭受重大損失。埃爾曼特的大雨造成的損失損失達到700萬比索（50萬美元），促使該地進入緊急狀態。一些在塔毛利帕斯州的住宅暫時斷電。韦拉克鲁斯的倒塌道路摧毀10間房屋和4輛汽車。其中一條進一步威脅到市內布納維斯塔的40個房屋。在埃爾特科馬特的偏遠社區發生一次泥石流。瓜納華托州的水災造成明顯的干擾和一些破壞。沒有收到持續的熱帶風暴強度風力的觀察，雖然在巴拉德爾托爾多觀察到每小時77公里的陣風。因此，風力的損壞限制在卡波羅霍。多莉間接導致一人死亡。

## 外部連結
- 國家颶風中心有關熱帶風暴多莉的熱帶氣旋報告
- 國家颶風中心有關熱帶風暴多莉的公告存檔 （页面存档备份，存于）